# چرخه هیدروژن
چرخه هیدورژن یکی از چرخه‌های بیوژئوشیمی است که همانند دیگر چرخه‌ها (چرخه کربن، چرخه نیتروژن و چرخه اکسیژن) بازیافت می‌شود. هیدروژن یکی از ترکیبات آب است. H2 دومین گاز گلخانه‌ای است که با رادیکال‌های هیدروکسیل (•OH) واکنش نشان داده و آن‌ها را به H2O (آب) کاهش می‌دهد، و در نتیجه متان را حذف می‌کند.
{\displaystyle \mathrm {H_{2}+OH\longrightarrow H+H_{2}O} }
{\displaystyle \mathrm {CH_{4}+OH\longrightarrow CH_{3}+H_{2}O} }